# Kimberly Caldwell
Kimberly Ann Caldwell (ur. 25 lutego 1982 r. w Katy w stanie Teksas, USA) – amerykańska wokalistka, znana przede wszystkim z udziału w drugiej edycji programu telewizyjnego American Idol, w którym ostatecznie zajęła siódmą pozycję; okazjonalnie aktorka. Brała również udział w muzycznych show Popstars i Star Search. Obecnie jest osobowością amerykańskiej stacji TV Guide Network; przez niedługi okres współpracowała też z FOX Sports Network.
Dotąd wydała dwa single: „Fear of Flying” i „Gave Yourself Away”. Premiera obydwu miała miejsce w 2008 roku. Wcześniej, w 2005 roku, wystąpiła gościnnie w amerykańskich serialach telewizyjnych - Life on a Stick oraz 411. W 2007 roku powierzono jej drugoplanową rolę w horrorze Droga bez powrotu 2 (Wrong Turn 2: Dead End); rok później zagrała w filmie Memories of Murder.
W latach 2008–2009 spotykała się z wokalistą Davidem Cookiem.
31 grudnia 2014 poślubiła Jordana Harveya. Mają córkę Harlow Monroe (ur. 7 października 2015) i spodziewają się kolejnego dziecka.